# Enric Lluís Roura i Vilaret
Enric Lluís Roura y Vilaret (Calonge, 4 de noviembre de 1865 - Barcelona, 9 de marzo de 1921) fue un empresario del corcho y político catalán.

## Biografía
Interrumpió la formación escolar del bachillerato para ser educado en el oficio de la fabricación de tapones de corcho, en la fábrica familiar de su padre, Esteve Roura, considerada la primera a escala industrial en la villa de Calonge. Aprendió inglés en la sucursal de la empresa en Londres, Reino Unido, por aquel entonces principal mercado de los tapones de corcho. Después de aprender inglés se estableció en Escocia para dirigir la sucursal de Edimburgo.

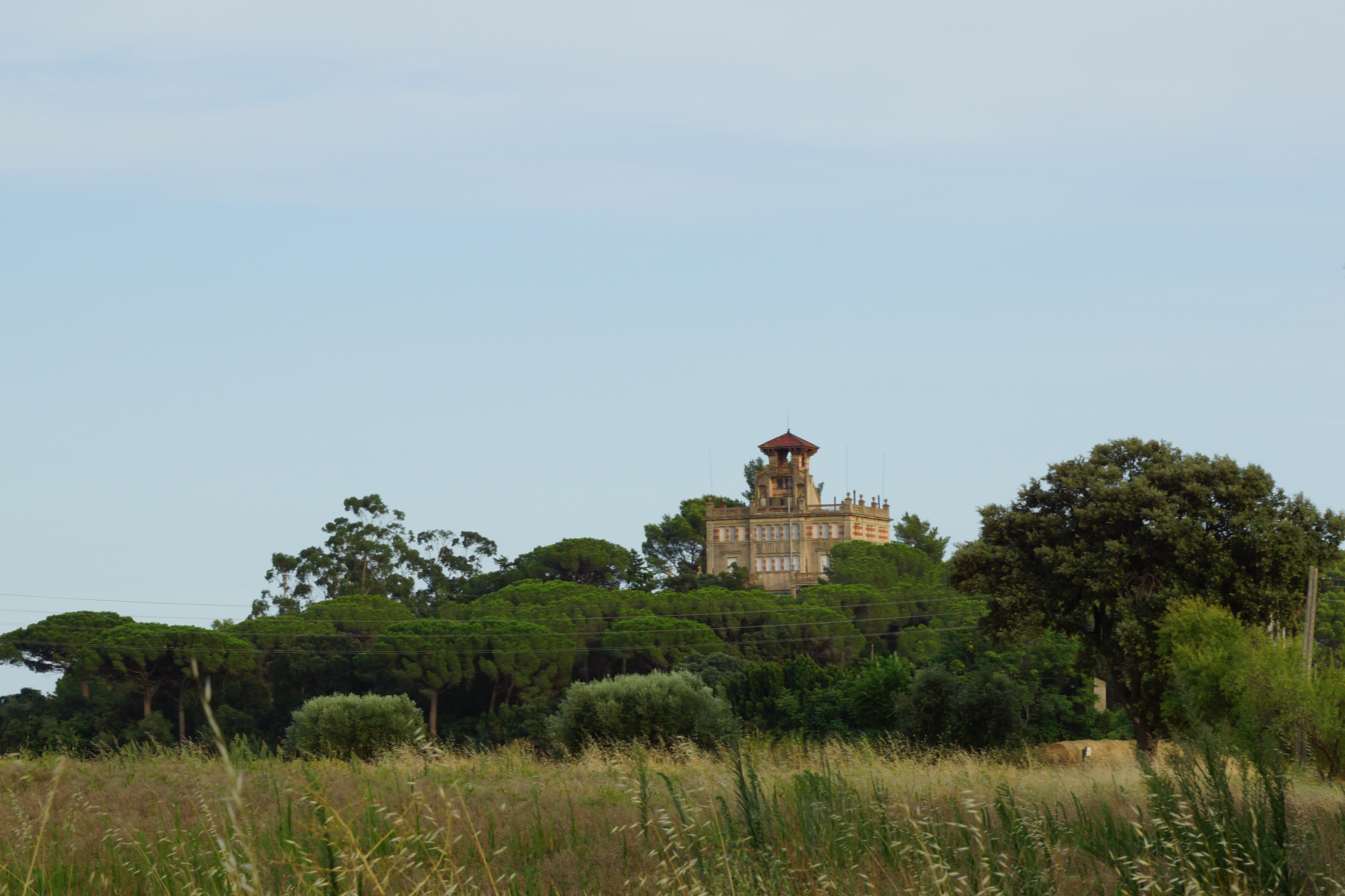
Torre Roura

Cuando tenía casi treinta años, a la muerte de su padre, dejó Edimburgo y se estableció en Calonge, donde hizo construir la Torre Roura en el cerro de Las Aixades, una monumental residencia modernista inaugurada el año 1900. Fue conocido para su obra filantròpica, de la que mantuvo discretamente. El hospital, la caja de ahorros y la potabilizadora de agua de la villa, fueron proyectos que fomentó él personalmente. Políticamente militaba a la Liga Regionalista con Francesc Cambó y Alcalde, manteniendo un lazo de amistad con Josep Irla y Bosch, que militaba en el bando contrario.
Murió en Barcelona el 9 de marzo de 1921 y su última voluntad fue de ser enterrado en Calonge.

## Reconocimiento
- La villa de Calonge le dedicó la Calle Enric Lluís Roura[3]